# علي خميس
علي خميس عباس علي خميس (مواليد 30 يونيو 1995) عداء مسافات متوسطة بحريني متخصص في سباقي 400 متر و400 متر حواجز. رقمه القياسي في سباق 400 متر هو 45.65 ثانية وحققه في عام 2013 بينما رقمه القياسي في سباق 400 متر حواجز هو 49.55 ثانية وكان في عام 2014. فاز بالميدالية الذهبية في دورة الألعاب الآسيوية 2014 وبالميدالية الفضية في بطولة آسيا لألعاب القوى 2013.

## المسيرة الرياضية
شارك خميس في أول بطولة دولية له في بطولة العالم للشباب لألعاب القوى 2011. شارك في سباق 400 متر حواجز وحقق أفضل زمن وقدره 54.27 ثانية. كما شارك في فريق البحرين للتتابع في سباق السويد للتتابع. في بطولة آسيا لألعاب القوى للناشئين 2012 وعلى الرغم من فوزه في التصفيات بأفضل زمن له وهو 52.67 ثانية إلا أنه تعثر في النهائي وحل أخيرا. كما شارك أيضا في بطولة العالم للناشئين لألعاب القوى 2012 حيث خرج من التصفيات.
حقق خميس رقمين قياسيين على المستوى البحرين للفئات العمرية في سباق 400 متر في البطولة العربية لألعاب القوى 2013 حيث حقق الزمن الأول في التصفيات وقدره 46.90 ثانية ثم 46.25 ثانية في النهائيات ليحصل على الميدالية البرونزية وهو أول إنجاز كبير يحققه في مسيرته الرياضية حيث حل خلف السعوديان يوسف مسرحي وإسماعيل الصبياني. وصل إلى منصة التتويج للمرة الثانية هذا العام في بطولة آسيا لألعاب القوى 2013 حيث توج مسرحي بطلا مجددا بينما حصل خميس على الميدالية الفضية بزمن قدره 45.65 ثانية.
بدأ خميس موسم 2014 بالمشاركة في سباقي 400 متر و400 متر حواجز في البطولة العربية للشباب لألعاب القوى في القاهرة. لعب لأول مرة على حلبة الدوري الماسي في مايو بالمشاركة في سباق 400 متر في دوري الدوحة الماسي حيث حل في المركز الثاني. ظل محافظا على تركيزه في سباقات الحواجز من خلال المشاركة في بطولة العالم للناشئين لألعاب القوى 2014. استطاع تحطيم رقمه القياسي مرتين أولا في التصفيات بزمن قدره 51.10 ثانية ثم في النهائيات بزمن قدره 49.55 ثانية حيث حل ثانيا خلف الجامايكي جاهيل هايد. واصل تقديم أداء عالي المستوى في دورة الألعاب الآسيوية 2014 التي أقيمت بعد شهرين حيث اكتفى بتحقيق زمن قدره 49.71 ثانية ليحصل المراهق البحريني على الميدالية الذهبية في سباق 400 متر حواجز. استطاع الوصول إلى قائمة أفضل خمسين رياضي على مستوى العالم والثاني آسيويا بعد خلف الكازاخستاني ديمتري كوبلوف.

## الأرقام القياسية
- 200 متر – 20.81 ثانية (2015)
- 400 متر – 44.55 ثانية (2016)
- 400 متر حواجز – 49.55 ثانية (2014)

## روابط خارجية
- علي خميس على موقع الاتحاد الدولي لألعاب القوى (الإنجليزية)
- علي خميس على موقع أوليمبيديا (الإنجليزية)